# St. Kanzian am Klopeiner See
St. Kanzian am Klopeiner See, Sankt Kanzian am Klopeiner See (słoweń. Škocjan v Podjuni) – gmina w Austrii, w kraju związkowym Karyntia,  w powiecie Völkermarkt. Liczy 4434 mieszkańców (1 stycznia 2015).